# Juan Heguy
Juan Carlos Heguy – piłkarz urugwajski, napastnik.
Jako piłkarz klubu Central Montevideo wziął udział w turnieju Copa América 1922, gdzie Urugwaj zajął trzecie miejsce. Heguy zagrał w dwóch meczach - z Chile (zdobył bramkę) i Brazylią. Bramka zdobyta w meczu z Chile była bramką nr 100 w historii turnieju Copa América.